# Fuchslug
Fuchslug ist eine Ortschaft in der Gemeinde Ulrichsberg im Bezirk Rohrbach in Oberösterreich.

## Geographie
Der Weiler Fuchslug befindet sich südlich des Gemeindehauptorts Ulrichsberg. Die Ortschaft umfasst 9 Adressen (Stand: 1. April 2020). Sie liegt im Einzugsgebiet des Teichbachs. Östlich der Siedlung erstreckt sich das rund 53 Hektar große Landschaftsschutzgebiet Kulturterrassen in Ödenkirchen. Sie ist Teil der 22.302 Hektar großen Important Bird Area Böhmerwald und Mühltal.

## Kultur und Sehenswürdigkeiten

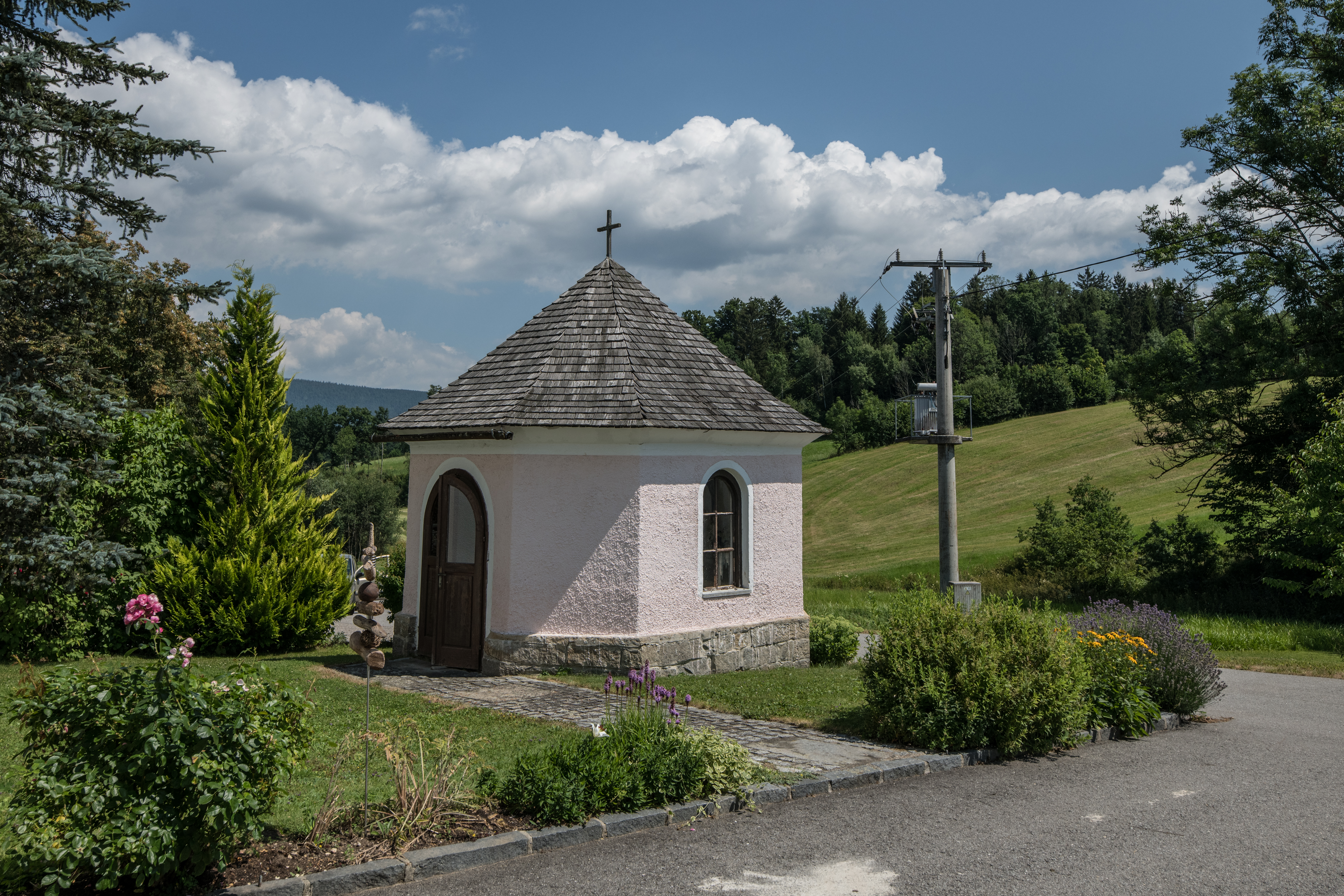
Kapelle Fuchslug

Der Hof Fuchslug Nr. 1 ist mit den Jahreszahlen 1880 und 1884 bezeichnet.
Im Ort befindet sich eine Kapelle.